# Mario Garba
Mario Garba (sinh ngày 13 tháng 2 năm 1977) là một cầu thủ bóng đá người Croatia.

## Sự nghiệp câu lạc bộ
Mario Garba đã từng chơi cho Cerezo Osaka.

## Thống kê câu lạc bộ

### J.League
| Đội          | Năm       | J.League | J.League | J.League Cup | J.League Cup | Tổng cộng | Tổng cộng |
| Đội          | Năm       | Trận     | Bàn      | Trận         | Bàn          | Trận      | Bàn       |
| ------------ | --------- | -------- | -------- | ------------ | ------------ | --------- | --------- |
| Cerezo Osaka | 2004      | 4        | 0        | 2            | 0            | 6         | 0         |
| Tổng cộng    | Tổng cộng | 4        | 0        | 2            | 0            | 6         | 0         |